# Africada alvéolo palatal sonora sibilante
A africada alvéolo-palatal sonora sibilante é um fonema raramente encontrado em línguas.
Os símbolos no Alfabeto Fonético Internacional que representam este som são ⟨d͡ʑ⟩, ⟨d͜ʑ⟩, ⟨ɟ͡ʑ⟩ e ⟨ɟ͜ʑ⟩, e os símbolos X-SAMPA equivalentes são d_z\ e J\_z\, embora transcrevendo o componente de parada com ⟨ɟ⟩ (J\ no X-SAMPA) é raro. A barra de ligação pode ser omitida, resultando em ⟨dʑ⟩ ou ⟨ɟʑ⟩ no IPA e dz\ ou J\z\ no X-SAMPA.
Nem [d] nem [ɟ] são uma transcrição completamente estreita do componente de parada, que pode ser transcrita de forma restrita como [d̠ʲ] (retraído e palatalizado [d]), [ɟ̟] ou [ɟ˖] (ambos os símbolos denotam um avançado [ɟ]). Os símbolos X-SAMPA equivalentes são d_-' ou d_-_j e J\ _+, respectivamente. Também existe um símbolo dedicado ⟨ȡ⟩, que não faz parte do AFI. Portanto, as transcrições estreitas da africada sibilante alvéolo-palatal expressa incluem [d̠ʲʑ], [ɟ̟ʑ], [ɟ˖ʑ] e [ȡʑ].
Esta africada costumava ter um símbolo dedicado ⟨ʥ⟩, que era um dos seis símbolos dedicados para africadas no Alfabeto Fonético Internacional. É o equivalente sibilante da africada palatal expressa.

## Características
- Sua forma de articulação é a africada sibilante, o que significa que é produzida primeiro interrompendo totalmente o fluxo de ar, depois direcionando-o com a língua para a borda afiada dos dentes, causando turbulência de alta frequência.[3]
- Seu ponto de articulação é alvéolo-palatal. Isso significa que:

1. Seu local de articulação é pós-alveolar, o que significa que a língua entra em contato com o céu da boca na área atrás da crista alveolar (a linha gengival).[3]
2. A forma da língua é laminal, o que significa que é a lâmina da língua que entra em contato com o céu da boca.[3]
3. É fortemente palatalizado, o que significa que o meio da língua está curvado e levantado em direção ao palato duro. Sua fonação é expressa, o que significa que as cordas vocais vibram durante a articulação.[3]

- É uma consoante oral, o que significa que o ar só pode escapar pela boca.[4][3]
- É uma consoante central, o que significa que é produzida direcionando o fluxo de ar ao longo do centro da língua, em vez de para os lados.[3]
- O mecanismo da corrente de ar é pulmonar, o que significa que é articulado empurrando o ar apenas com os pulmões e o diafragma, como na maioria dos sons.[4]

## Ocorrência
| Língua       | Língua            | Palavra                | AFI         | Significado  | Notas                                                                                           |
| ------------ | ----------------- | ---------------------- | ----------- | ------------ | ----------------------------------------------------------------------------------------------- |
| Bengali      | Bengali           | যখন                    | [d͡ʑɔkʰon]   | Quando       |                                                                                                 |
| Catalão      | Todos os dialetos | metge                  | [ˈmedd͡ʑə]   | Doutor       |                                                                                                 |
| Catalão      | Valenciano        | joc                    | [ˈd͡ʑɔk]     | Jogo         |                                                                                                 |
| Chinês       | Min do sul        | 日 / ji̍t               | [d͡ʑit̚˧ʔ]    | Sol          |                                                                                                 |
| Chinês       | Wu                | 渠                     | [d͡ʑy]       | Ele/Ela      |                                                                                                 |
| Irlandês     | Alguns dialetos   | Dia                    | [d͡ʑiə]      | Deus         | Realização da oclusiva alveolar palatalizada /dʲ/ em dialetos como Erris, Teelin e Tourmakeady. |
| Japonês      | Japonês           | 知人 / chijin          | [t͡ɕid͡ʑĩɴ]   | Conhecido    |                                                                                                 |
| Coreano      | Coreano           | 편지 / pyeonji         | [pʰjɘːnd͡ʑi] | Carta        |                                                                                                 |
| Polonês      | Polonês           | dźwięk                 | [d͡ʑvjɛŋk]ⓘ  | Som          |                                                                                                 |
| Romeno       | Dialeto banat     | des                    | [d͡ʑes]      | Frequente    | Alofone de /d/ antes de vogais frontais. Corresponde a [d] em romeno padrão.                    |
| Russo        | Russo             | дочь бы                | [ˈd̪o̞d͡ʑ bɨ]  | A filha iria | Alofone de /t͡ɕ/ antes de consoantes expressas.                                                  |
| Sema         | Sema              | aji                    | [à̠d͡ʑì]      | Sangue       | Alofone possível de /ʒ/ antes de /i, e/; pode ser realizado como [ʑ] ~ [ʒ] ~ [d͡ʒ] ao invés.     |
| Servo-croata | Servo-croata      | ђаво / đavo            | [d͡ʑâ̠ʋo̞ː]    | Demônio      | Combina com /d͡ʒ/ na maioria dos sotaques croatas e alguns acentos bósnios.                      |
| Usbeque      | Usbeque           | [ exemplo necessário ] |             |              |                                                                                                 |
| Xumi         | Inferior          | [Hd͡ʑɐʔ]                | [Hd͡ʑɐʔ]     | Água         |                                                                                                 |
| Xumi         | Superior          | [Hd͡ʑɜ]                 | [Hd͡ʑɜ]      | Água         |                                                                                                 |
| Yi           | Yi                | ꐚ / jji               | [d͡ʑi˧]      | Abelha       |                                                                                                 |